# Nulificador Supremo (cómic)
El Nulificador Supremo es un dispositivo ficticio de inmenso poder que aparece en los cómics estadounidenses publicados por Marvel Comics. El dispositivo hizo su primera aparición en el volumen 1 de Fantastic Four, número 50 (mayo de 1966), en el que Johnny Storm lo recupera de la casa de Galactus (según las indicaciones de Uatu el Vigilante) para usarlo contra el propio Galactus. El Nulificador aparece como un pequeño dispositivo metálico de mano sin funcionalidad aparente. Cuando se introdujo por primera vez en 1966, se describió como la única arma conocida en el universo capaz de inspirar miedo en Galactus.

## Historia ficticia
En su primera aparición, Reed Richards amenaza con el uso del Nulificador Supremo como último esfuerzo para evitar que Galactus destruya la Tierra mientras la Antorcha Humana la recupera de la base de Galactus con la ayuda de Uatu el Vigilante. Ante la perspectiva de morir por la activación del Nulificador por parte de Richards, Galactus se retira.
El Nulificador aparece más tarde en "Guerra del Infinito". Quasar intenta usarlo en un intento de destruir al Magus, que había adquirido el poder colectivo de cinco cubos cósmicos y un guante que contiene 5 de las 6 Gemas del Infinito. La Gema de la Realidad fue reemplazada en este caso por un duplicado creado por Thanos. Aunque Quasar intentó usar el arma en Magus, el ataque de Quasar es redirigido por el Guantelete del Infinito incompleto, anulando temporalmente a Quasar en el proceso.
El Nulificador Supremo generalmente se guarda dentro de la Worldship Taa II de Galactus, aunque en ocasiones se sabe que Galactus lo lleva a bordo de su nave estelar esférica. En los raros casos en que el Anulador es robado o guardado en otros lugares, como la sede de los Cuatro Fantásticos, el Anulador inevitablemente regresa a posesión de Galactus. En la saga de Abraxas, Galactus demuestra su capacidad de recuperar el Nulificador a voluntad. En conjunto, afirmó que es "tan parte de mí como mi corazón mismo".En la edición de 2006 del Manual Oficial del Universo Marvel, Marvel Comics incluyó un perfil del "Nulificador Supremo" que, utilizando tecnocharla, describía el dispositivo como de "orígenes desconocidos" dentro del contexto del Universo Marvel ficticio.
Más tarde, Titus le miente a Sam Alexander diciéndole que había matado a su padre. Esto no es cierto porque Jesse Alexander está cautivo de los Chitauri. Cuando Titus encuentra a Sam, no solo lo amenaza a él, sino también a todo lo que ama a cambio del Ultimate Nullifier que robó de su nave. Luego, Sam recupera su casco de manos de Titus y los lleva a ambos al espacio exterior, esperando que la falta de oxígeno mate a Titus. Cuando ese plan falla, Sam saca el Ultimate Nullifier y le dice a Titus que tome sus fuerzas y se vaya. Titus y Sam luego luchan por el Nulificador Supremo y Sam lo activa accidentalmente, aparentemente matando a Titus y a toda una flota de Chitauri.
Durante la historia de "Original Sin", un Ser sin Mente evolucionado tenía el Nulificador Supremo en su poder y lo usó sobre sí mismo para sacarlo de su miseria a pesar de que Thing intentaba disuadirlo. En ese momento, Nick Fury y Los Vengadores llegan donde el Capitán América quiere que se deje en paz al Nulificador Supremo hasta que sea contenido.

## Poderes
El Nulificador Supremo ha sido descrito como "el arma más devastadora del universo".Como tal, Nulificador Supremo tiene la capacidad de eliminar cualquier objetivo que el portador elija, junto con el usuario si su mente no está lo suficientemente concentrada.En manos de un ser con una mente extremadamente poderosa, el Nulificador Supremo puede destruir líneas de tiempo enteras de principio a fino incluso borrar (y paradójicamente recrear) todo el multiverso infinito de Marvel.

## Otras versiones

### Tierra X
En la trilogía Tierra X, Universo X en particular, el Nulificador Supremo es uno de los objetos cósmicos que el Capitán Marvel, resucitado cuando era niño, reúne para crear el Paraíso. Más tarde, se usa contra la Muerte después de que la contraparte espiritual de Marvel, Mar-Vell, le revela a Thanos cómo la Muerte lo ha manipulado en el pasado y le da el Nulificador Supremo. Thanos aniquila a la Muerte y la destituye del poder, allanando el camino hacia el nuevo paraíso. Sin embargo, como consecuencia imprevista, deja a los que aún viven sin poder morir, lo que obliga a los héroes restantes en la Tierra a resucitar a Jude, el Hombre Entrópico, como medio para morir.

### LJA/Vengadores
Durante el crossover LJA/Vengadores (publicado entre septiembre de 2003 y marzo de 2004), la LJA y Los Vengadores persiguen doce elementos de poder, seis de cada universo. El Gran Maestro se acerca a la Liga y les dice que el Nulificador Supremo es uno de los seis grandes objetos de poder del Universo Marvel, junto con las Gemas del Infinito, el Cofre de los Antiguos Inviernos, la Varita de Watoomb, el Ojo Maligno de Avalon y el Cubo Cósmico. El primer elemento que recolecta la Liga es el Nulificador Supremo. El Detective Marciano lo examina, pero amenaza con abrumar su mente, y comienza a perder el control de su forma debido al inmenso poder que siente al probar el Nulificador, afirmando que el objeto por sí solo podría destruir un universo entero.

### Marvel Adventures
En Marvel Adventures: The Avengers #26, Spider-Man teoriza que el Nulificador en realidad no destruye cosas, o se llamaría "Ultimate Annihilator". Él cree que, en cambio, altera las leyes de la probabilidad, cambiando el universo para que "todo tenga la misma probabilidad de afectar a todo lo demás". La teoría resulta ser correcta cuando Spider-Man activa el Nulificador en un intento de detener a Galactus.

### Ultimate Marvel
Durante la historia de Ultimate Extinction en el universo Ultimate Marvel, Reed Richards creó una versión imponente y de gran tamaño del mismo dispositivo de portal que había diseñado previamente en otras dos ocasiones para conectarse a la Zona N. Esta arma desató las tremendas energías del Big Bang de un universo alternativo en Gah-Lak-Tus, destruyendo el 20% de su masa y ahuyentándolo. Esta arma se conoce como "la pistola de Nevada" y se activa provocando un Big Bang en un universo infantil y canalizando esa energía en un rayo gigante de destrucción.

### Marvel: What If?
En What If? vol. 1 #32 '¿Y si los Vengadores se hubieran convertido en peones de Korvac?', Korvac envía un Capitán América recreado y controlado mentalmente a la nave mundial de Galactus para robar el Nulificador y luego usarlo en Galactus. Al hacerlo, el Capitán América destruye tanto a Galactus como a él mismo. Se explica que ese es el secreto del Anulador: que anula tanto al objetivo como al portador. La historia termina con un Korvac frustrado y enojado que ha absorbido a casi todos los seres más poderosos del universo, pero aún es incapaz de lograr una dominación completa. Al ver innumerables seres de las estrellas que vienen a destruirlo, grita "¡Soy fuerte, más fuerte que cualquier ser del universo!... pero no más fuerte que todos los seres del universo". Korvac, en un ataque de rabia fatalista, absorbe la energía de todos los seres vivos de la Tierra y crece hasta alcanzar un tamaño planetario. Se une al espíritu de la Eternidad y usa el Nulificador contra la armada de razas inteligentes del universo que se han unido para detenerlo. Al no estar físicamente presente en la destrucción de Galactus, Korvac potencialmente desconoce cómo funciona el Nulificador y destruye toda la realidad, y a él mismo, en la confrontación. Incluso en este uso omnicomprensivo del dispositivo, éste sobrevive a la destrucción de todo lo demás.
Varios números más tarde, en el número 43 del mismo volumen de la serie, Doctor Strange, Phoenix y Silver Surfer, quienes habían sido expulsados por completo del universo local en un momento anterior por Korvac y, por lo tanto, se salvaron de su destrucción - fueron detenidos por el "fantasma" de la Eternidad al intentar usar el Nulificador Supremo en el vacío una vez que encontraron por separado su camino de regreso a ese universo alternativo y localizaron el dispositivo, el único objeto que queda en todo el vacío. La entidad dio a entender que los tres supervivientes del universo destruido tenían razón en su deducción de que si usaban el dispositivo en la misma región que había anulado previamente, la acción resultante "desharía" el evento de anulación anterior y restauraría el universo; en lugar de restaurar el universo, el espíritu de Eternidad quería que la extensión vacía sirviera para siempre como advertencia para otros que pudieran intentar usar el Nulificador.

### Age of Ultron
En la realidad de "Age of Ultron", el Nulificador Supremo se muestra almacenado en la base secreta de Nick Fury en la Tierra Salvaje. Cuando se discute su uso, Iron Man afirma que no aceptará la idea.

## En otros medios

### Televisión
- El Nulificador Supremo aparece en el episodio de los Cuatro Fantásticos (1967), "Galactus".
- El Nulificador Supremo aparece en el episodio de los Cuatro Fantásticos (1994) "Silver Surfer and the Coming of Galactus". Esta versión se parece a una pistola de dos manos.
- El Nulificador Supremo hace un cameo en el episodio de Ultimate Spider-Man, "Awesome", como uno de varios elementos guardados en el laboratorio de Curt Connors en el Helicarrier de S.H.I.E.L.D.
- El Nulificador Supremo aparece en el episodio de M.O.D.O.K., "The M.O.D.O.K. That Time Forgot!", donde fue encontrado por M.O.D.O.K. en una instalación de almacenamiento de S.H.I.E.L.D.[13]A pesar del increíble poder del dispositivo, estaba almacenado dentro de una caja de cartón normal.[14]

### Videojuegos
- El Nulificador Supremo aparece en Marvel: Ultimate Alliance. Una misión secundaria consiste en encontrar el Ultimate Nullifier dañado en un laboratorio en el Castillo Doom. Si el jugador encuentra con éxito el Nulificador Supremo dañado, Mister Fantastico lo reparará y lo usará algún día para evitar que Mephisto invada la Tierra. Si no se encuentra, el equipo de héroes se verá obligado a unirse una vez más para luchar contra Mephisto y la batalla resultante causará una tremenda cantidad de destrucción.
- En Marvel Heroes, el Nulificador Supremo es uno de los objetos legendarios disponibles para los jugadores, lo que le otorga al portador una tremenda bonificación brutal.